# اولمیر
اَوَلمیر (زاده ۸ مه ۱۹۳۱ در پیشاور – مرگ ۴ مه ۱۹۸۲ در کابل)، آوازخوان، شاعر و آهنگساز پشتو زبان اهل افغانستان بود.

## زندگی نامه
اولمیر فرزند سید احمد در سال ١٣٠٨  یا ١٣١٢   در قریه نوتیه پیشاور متولد شد.
در سن ۱۰ سالگی نزد جعفر خان شاگردی کرد و نواختن معیاری هارمونیه و اساس هنر آوازخوانی را در مدت 6 سال نزد وی آموخت و بعدها به نزد سبزعلی خان و گلستان نیز شاگردی کرد.
در سن ١٧ سالگی در جشن سالگرد افغانستان به کابل آمد و دیگر برنگشت و از طریق ملنگ جان ننگرهاری به رادیو افغانستان وارد شد.
در سال ۱۳۵۰ خورشید لقب استادی را به درخواست ریاست رادیو و تصویب مجلس مسلکی وزارت اطلاعات و کلتور وقت کسب کرد. 
اولمیر در ۱۴ ثور ١٣٦١ در کابل درگذشت و در شاه شهید کابل به خاک سپرده شد.
از آهنگ‌های مشهورش می‌شود از وطن جنت نشان دی گلان پکښی کرمه یاد کرد.

## آرامگاه
آرامگاه وی سال‌ها گمنام و نامعلوم بود  تا اینکه به‌وسیله یکی از نمایندگان مجلس افغانستان ،ملالی جویا، بازسازی گردیده به تاریخ ۸ اکتبر ۲۰۰۶ در حضور چندین هنرمند افغانستان نظیر گل زمان، شیر غزنوی، عبدالحمید قندهاری، حیات اله گردیزی، محمود کاروان و سایرین و تعداد زیادی از مردم کابل در محفلی به همین مناسبت بازگشایی شد.